# Anna Walentynowicz

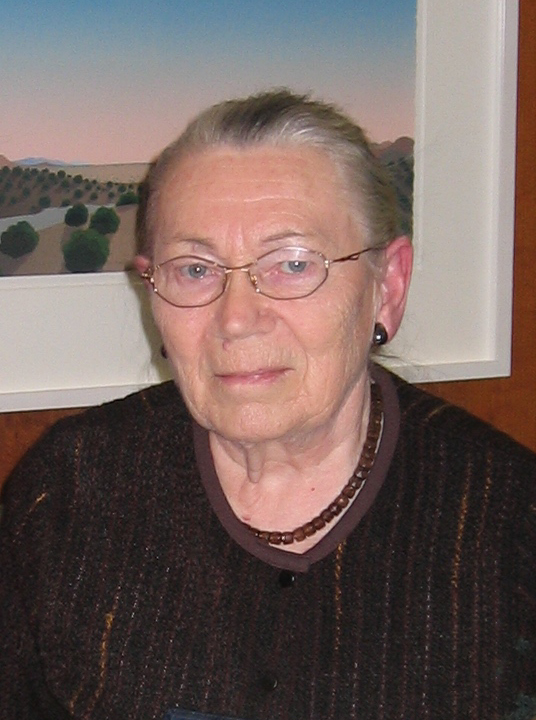
Anna Walentynowicz

Anna Walentynowicz, Geburtsname Anna Lubczyk (* 15. August 1929 in Równe, Polen, heute Ukraine; † 10. April 2010 bei Smolensk) war eine Arbeiterin der Leninwerft Danzig und Gründungsmitglied der Gewerkschaft Solidarność.

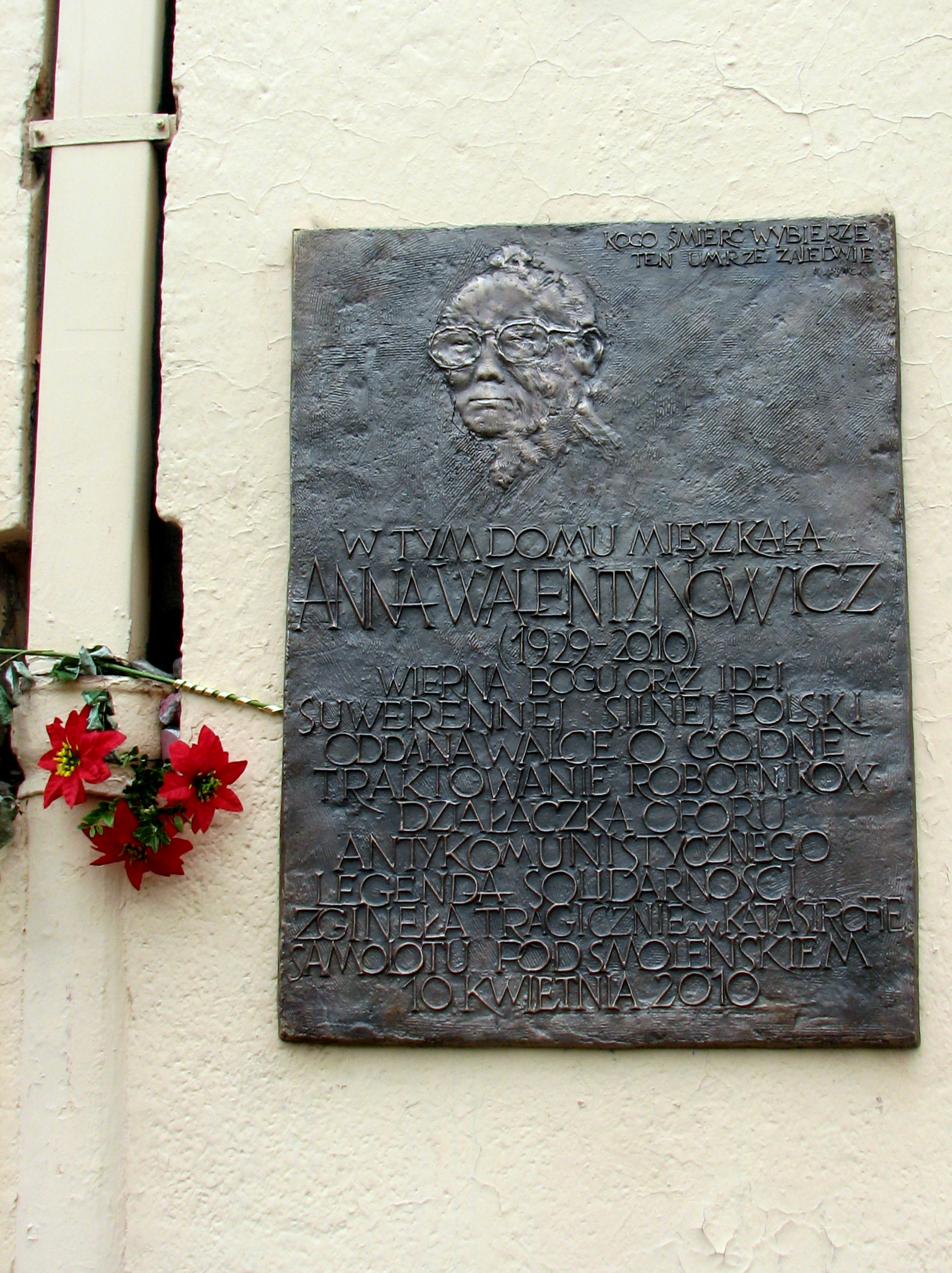
Plakette an dem Haus, in dem Anna Walentynowicz bis zu ihrem Tode lebte

## Leben
Als Arbeiterin auf der Danziger Leninwerft war Walentynowicz die meiste Zeit ein Problem für die Behörden. Für ihre gewissenhaften Schweißarbeiten wurde sie ausgezeichnet, zugleich wollte sie sich nicht damit abfinden, dass Männer bei Planübererfüllung besser bezahlt wurden als Frauen. Aufgrund ihrer Beschwerden darüber wurde sie 1953 zum ersten Mal verhaftet und acht Stunden lang verhört. Trotzdem konnte sie Kranführerin werden, eckte aber wieder an, als sie sich über die Veruntreuung von Geldern durch ein Mitglied der Werftleitung beschwerte. In den sechziger und siebziger Jahren war sie in einer verbotenen Arbeitergruppe aktiv und unterstützte die Streikbewegung 1970. Ende des Jahres 1978 war sie an der Gründung einer freien Gewerkschaft beteiligt.
Neben Lech Wałęsa gehörte sie zu den bekanntesten Gründungsmitgliedern der Solidarność während der Streiks im August 1980. Sie wurde von der Werftführung am 7. August 1980 fristlos entlassen. Walentynowicz fehlten zu diesem Zeitpunkt nur fünf Monate, bis sie das Pensionsalter erreicht hätte. Ihre Entlassung führte am 14. August zu den Streiks, die zur Gründung der ersten freien Gewerkschaft Solidarność und Ende August zu den Augustabkommen zwischen der Solidarność und dem kommunistischen Regime führten. Walentynowicz und Wałęsa wurden danach wieder eingestellt.
Noch in den 1980er Jahren trat die Rentnerin jedoch aus der Gewerkschaft aus, da sie nicht mit der Politik der Gewerkschaftsführung um Wałęsa einverstanden war. Ebenso trat sie nach der politischen Wende 1989 immer wieder als Kritikerin der Politik der politischen Parteien auf, die aus der Gewerkschaft hervorgegangen waren.
Am 10. April 2010 gehörte Walentynowicz zu einer polnischen Delegation um Staatspräsident Lech Kaczyński, die anlässlich des siebzigsten Jahrestages des Massakers von Katyn zur Gedenkstätte nach Russland reisen sollte. Bei einem Flugunfall der Delegation nahe dem Militärflugplatz Smolensk-Nord kam sie jedoch gemeinsam mit weiteren hochrangigen Repräsentanten Polens ums Leben.
Am 24. September 2012 wurde bekannt, dass die sterblichen Überreste von Anna Walentynowicz und Teresa Walewska-Przyjałkowska vertauscht worden waren. Die Militärstaatsanwaltschaft hatte nach dem Erhalt neuer Unterlagen von den russischen Behörden die Exhumierung beider Leichen angeordnet, da sie eine mögliche Falschidentifizierung durch Familienangehörige vermutete. Der Verdacht bestätigte sich. Die Exhumierung der statt Walentynowicz in Danzig beerdigten Walewska-Przyjałkowska war begleitet von Demonstrationen unter Teilnahme von PiS-Abgeordneten und Vorwürfen, dass die Regierung nur weitere Spuren ihres Versagens vertuschen wolle.

## Ehrungen
2000 sollte Walentynowicz zur Ehrenbürgerin Danzigs ernannt werden, lehnte dies jedoch ab, ebenso lehnte sie eine Ehrenpension ab, die ihr der polnische Ministerpräsident Marek Belka 2005 anbot. An den Feierlichkeiten zum 25-jährigen Jubiläum der Entstehung der Solidarność nahm sie ebenfalls nicht teil.
Dagegen nahm sie 2005 die amerikanische Truman-Reagan Medal of Freedom aus der Hand von Präsident George W. Bush an, und am 3. Mai 2006 verlieh ihr der polnische Präsident Lech Kaczyński den Orden vom Weißen Adler, die höchste Auszeichnung Polens.

## Eigenes Werk
- 2012: Solidarność – eine persönliche Geschichte (PL 1993: Cień przyszłości), ISBN 978-3-89971-980-2

## Verfilmungen
Der deutsche Regisseur Volker Schlöndorff hat gegen den Widerstand der Protagonistin deren Lebensgeschichte in Danzig mit Katharina Thalbach als „Agnieszka“ in einer deutsch-polnischen Ko-Produktion verfilmt. Thalbach erhielt dafür im Februar 2007 den Bayerischen Filmpreis. Der Film Strajk – Die Heldin von Danzig lief ab dem 8. März 2007 in den deutschen Kinos, in Polen war er kurz vorher gestartet.
Die Regisseurin Sylke Rene Meyer erstellte 2002 den 58 Minuten langen Dokumentarfilm Wer ist Anna Walentynowicz? mit dem Westdeutschen Rundfunk (WDR), in dem Anna Walentynowicz ihr Leben selbst erzählt.

## Verweise